# قلعة سيب وسوران
قلعة سيب وسوران هي من أهم المعالم التأريخية في مدينة سيب وسوران الواقعة في محافظة سيستان وبلوشستان جنوبي شرقي جمهورية إيران، حيث يعود تأريخ بناءها إلى ألف سنة مضت وتم إعادة تأهيلها آخر مرة قبل حوالي 180 عاماً. تُعَد قلعة «سب» الأثرية حالياً من أكثر الأبنية حصانةً بين الصروح التأريخية المتبقية في المحافظة، كما انها محمية من قبل منظمة التراث الثقافي في جمهورية إيران كونها من ضمن المعالم الوطنية للبلاد. يُذكَر ان القلاع هي نوع من الأبنية المحصنة والتي كانت تُبنى في أوروبا والشرق الأوسط خلال العصور الوسطى من قبل طبقة النبلاء. نجدها دائماً في أماكن هامة مما يجعلها شاهدةً على التأريخ، فنجدها خاضت المعارك، وحيكت حولها الأساطير. وأصبحت على مدى السنوات مصدر فخر وإلهام لشعوبها. ومن البلدان التي اشتهرت بإنشاء القلاع والحصون العظيمة وبنائها هي جمهورية إيران، والتي تظم قلاعاً تأريخية كقلعة اوشيدا التي تُعتبَر أحد أكثر القلاع غموضاً في إيران وتُعتبَر قلعة اوشيدا دليلاً ملموساً على تبلور العبقرية الإيرانية قبل الفين و 264 عام، حيث تحاك حولها العديد من الروايات، منها الإدعاء بوجود قبر «رستم دستان» (أحد أبطال الشاهنامة) في أعلى الجبل وذلك بسبب وجود العديد من آثار قبور الاسرة الاشكانية (البارثيون) 247 ق.م وغيرها من القلاع كقلعة رودخان وكريم خان والتنين وبم وقلعة بهستان وقلعة فلك الأفلاك وقلعة دختر وقلعة شوش الأثرية وقلعة نارنج. بالإضافة إلى قلعة سب والتي تُعَد من أقدم الآثار في سيستان وبلوشستان الباقية حتى الآن. وفي العام 1996م عَمِلَت منظمة التراث الثقافي والسياحة على تسجيل القلعة في قائمة الآثار الوطنية الإيرانية.

## الموقع الجغرافي
توجد قلعة سب الأثرية في محافظة سيستان وبلوشستان التي تقع جنوب شرق جمهورية إيران وبالتحديد في مدينة سيب وسوران. قلعة سِب هي واحدة من أجمل القلاع بجمهورية إيران والتي إحتفظت أكثر من غيرها على سلامة بنائها، وتقع في قرية (سِب) على بعد 25 كيلومتراً عن قضاء سراوان وتسمى أيضاً باسم (سيب سوران).

خريطة توضح مدينة سيب وسوران التي تقع فيها قلعة سب الأثرية

## تأريخ القلعة
ان قلعة سب الأثرية تُعتبَر من أهم المعالم التأريخية في مدينة سيب وسوران الواقعة في محافظة سيستان وبلوشستان جنوبي شرقي إيران، حيث يعود تأريخ بناءها إلى ألف سنة مضت وتم إعادة تأهيلها آخر مرة قبل حوالي 180 عاماً، كما تُعَد قلعة سب حالياً من أكثر الأبنية حصانةً بين الصروح التأريخية المتبقية في المحافظة، كما انها محمية من قبل منظمة التراث الثقافي في إيران كونها من ضمن المعالم الوطنية في جمهورية إيران.

## بناء القلعة
بُنيَت قلعة سِب في العصور الإسلامية الأولى في محافظة سيستان وبلوشستان وسكنها حتى العام 1965م عشائر (الهوت)، ثم بقيت خالية على حالها. ويتكون بناء القلعة من طابقين ويبلغ ارتفاع جدارها (30) متراً وعرضه (7) أمتار. اما القسم الذي كان يسكنه الملك فارتفاعه أكثر ويقع في أعلى القلعة، ويقال انها كانت تحتوي على (14) برجاً حواليها و (4) أبراج داخلها والتي تهدمت في الحروب والنزاعات. وتحتوي القلعة على (10) غرف صغيرة وكبيرة على أطراف الباحة المركزية، وللذهاب إلى الأماكن التي يتواجد فيها الحاكم، والأماكن المخصصة للاصطياف، يتوجب الصعود عبر درج سري قليل العرض ومنحدر بدرجة حادة. اما الطابق الثاني للمبنى، وهو أعلى بناء طيني في جمهورية إيران، يحتوي على (6) غرف بمساحات مختلفة، أولها صالة في الجانب الغربي، بناها (ميرمحمود خان) واستُخدِمَت فيما بعد للاجتماعات الخاصة. وثانيها الغرفة التي بناها (يوسف خان) في الجانب الشمالي الشرقي، وإلى جانبها وإلى الجنوب منها غرفة أخرى بُنَيت على يد (محمد عمرخان) متصلة بطريق سري على شكل نفق يصعد إلى الطبقة الثانية، حيث كان لهذا الطريق أهمية أمنية كبيرة في حالة نشوب الحروب.

## طالع ايضاً
- قلعة رودخان
- قلعة فلك الأفلاك
- قلعة هرمز
- قلعة ضحاك